# HMS Ravager (D70)
Авіаносець «Реведжер» (англ. HMS Ravager (D70) — ескортний авіаносець США часів Другої світової війни типу «Боуг» (1 група, тип «Attacker»), переданий ВМС Великої Британії за програмою ленд-лізу.

## Історія створення
Авіаносець «Реведжер» був закладений 11 квітня 1941 року на верфі «Seattle-Tacoma Shipbuilding Corporation». Викуплений ВМС США і переобладнаний в авіаносець типу «Боуг». Спущений на воду 16 липня 1942 року. Переданий ВМС Великої Британії, вступив у стрій 25 квітня 1942 року.

## Історія служби
Після вступу у стрій авіаносець «Реведжер» здійснював супровід атлантичних конвоїв. З грудня 1943 року до кінця війни використовувався як навчальний авіаносець для підготовки пілотів морської авіації.
26 лютого 1946 року авіаносець «Реведжер» був повернутий США, де був виключений зі списків флоту у липні 1947 року проданий для переобладнання на торгове судно, яке використовуватись під назвою «Robin Trent» (пізніше перейменоване на «Trent»)
Корабель був розібраний на метал у 1973 році.

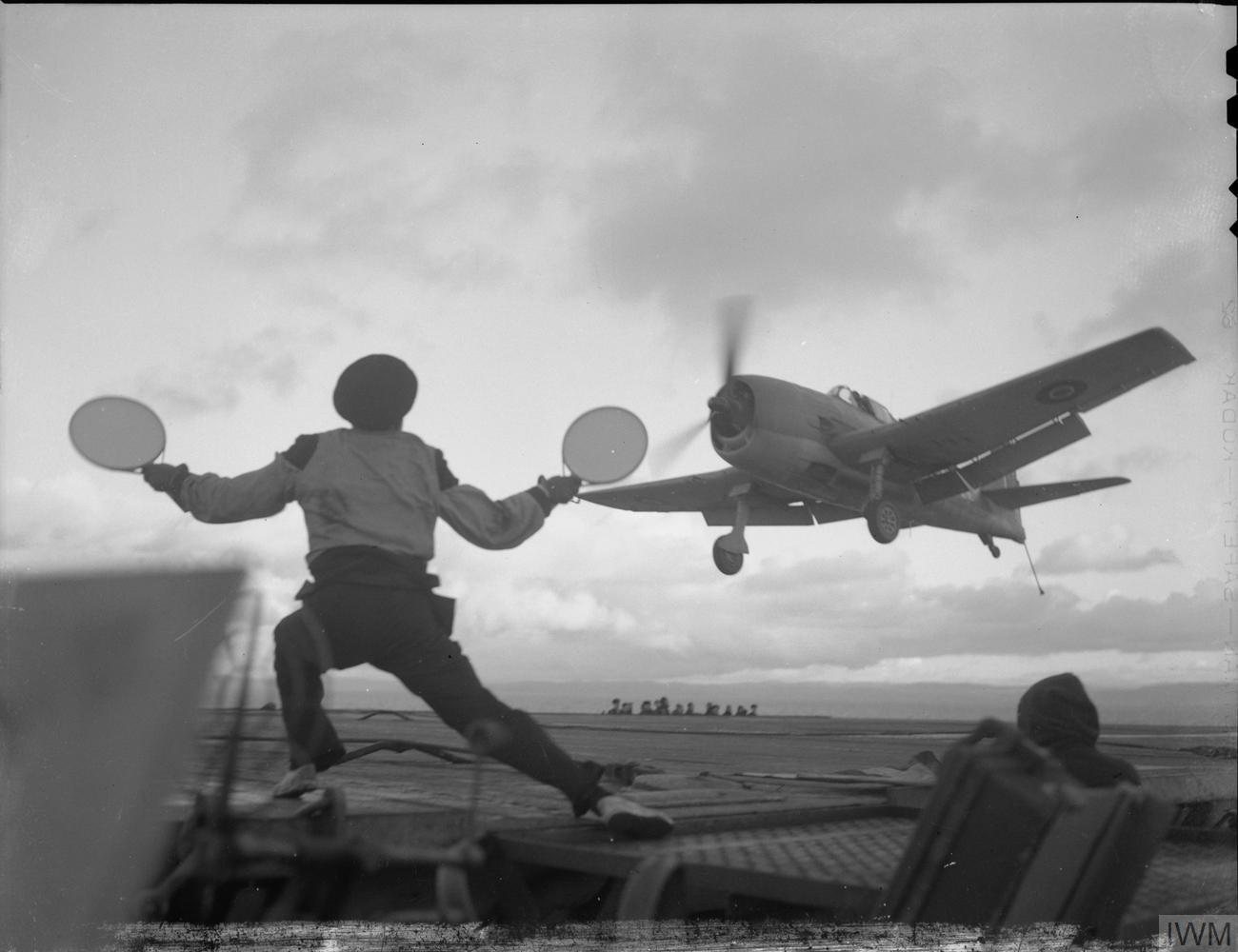
Посадка літака Grumman F6F Hellcat на палубу «Реведжера»